# Umberto Degli Esposti
Umberto Degli Esposti (Bologna, 5 luglio 1908 – Addis Abeba, 29 luglio 1936) è stato un militare e aviatore italiano, decorato di Medaglia d'oro al valor militare alla memoria nel corso delle operazioni di controguerriglia in Africa Orientale Italiana.

## Biografia
Nacque a Bologna il 5 luglio 1908. Arruolatosi volontario nella Regia Aeronautica venne ammesso a frequentare la Scuola di pilotaggio di Sesto San Giovanni come allievo sergente pilota nel marzo 1928. Promosso aviere scelto il 17 luglio e primo aviere il 4 settembre, dal 16 dicembre, con la contemporanea promozione a sergente ottenne la nomina a pilota militare e fu inviato al 2º Stormo Caccia Terrestre. Entrato poi per concorso alla Regia Accademia Aeronautica di Caserta venne promosso sergente maggiore il 1º gennaio 1935 e nel luglio successivo sottotenente in servizio permanente effettivo destinato alla 63ª Squadriglia del 9º Stormo Bombardamento Terrestre. Nel dicembre dello stesso anno partiva volontario per l'Africa Orientale per combattere nella guerra d'Etiopia. Si distinse particolarmente durante le operazioni belliche, partecipando alla battaglia del Tembien e a quella del Lago Ascianghi. Cadde in combattimento sul cielo di Addis Abeba il 29 luglio 1936, e fu decorato con la medaglia d'oro al valor militare alla memoria.

### Fonti
1. 1 2 3 4 5  Combattenti Liberazione.
2. 1 2  Gruppo Medaglie d'Oro al Valor Militare 1965, p. 192.
3. 1 2  Ufficio Storico dell'Aeronautica Militare 1969, p. 42.
4. ↑   Medaglia d'oro al valor militare Degli Esposti Umberto, su quirinale.it, Quirinale. URL consultato l'11 luglio 2021.